# IC 2341
IC 2341 је елиптична галаксија у сазвјежђу Рак која се налази на листи објеката дубоког неба у Индекс каталогу.
Деклинација објекта је + 21° 26' 6" а ректасцензија 8h 23m 41,4s. Привидна величина (магнитуда) објекта IC 2341 износи 13,7 а фотографска магнитуда 14,7. IC 2341 је још познат и под ознакама UGC 4384, MCG 4-20-46, CGCG 119-81, PGC 23552.